# Elmarit

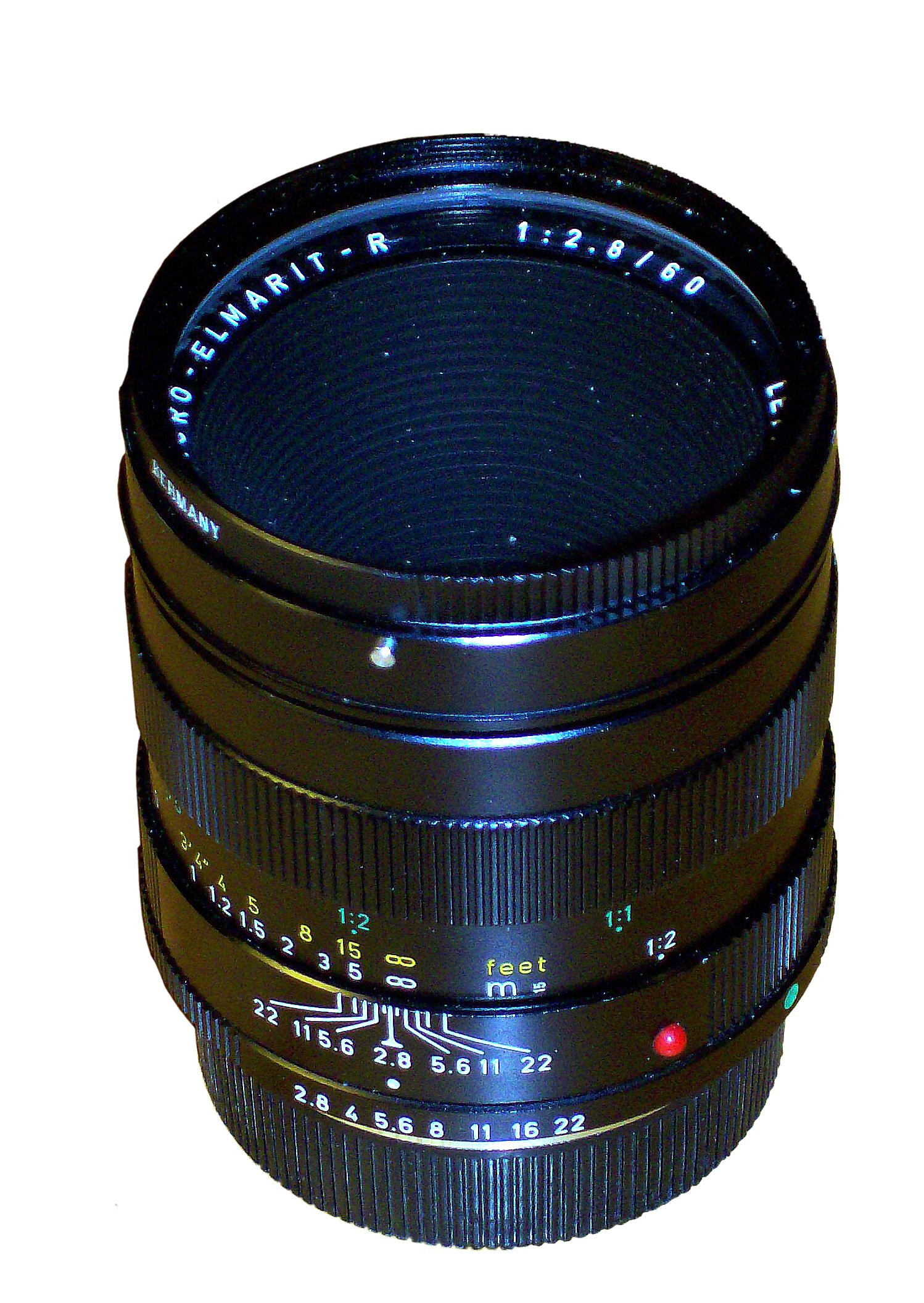
Leica Macro Elmarit R 2.8/60 mm

Die Bezeichnung Elmarit bezieht sich auf mehrere Foto-Objektive der Firma Leica Camera AG bzw. vormals Ernst Leitz Wetzlar. Der Name „Elmarit“ gilt für alle Objektive des Hauses mit einer Anfangsblendenöffnung von f/2,8.
Elmarit-Objektive wurden für die beiden Kamerasysteme Leica M (Messsucher) und Leica R (Spiegelreflex) angeboten und sind mit einem Bajonettanschluss des Micro-Four-Thirds-Systems in die semiprofessionellen Digitalkameras der Lumix-Serie von Panasonic integriert. Für die M-Baureihe sind die Elmarit-Objektive derzeit in den Brennweiten 21, 24, und 28 mm erhältlich. Für die R-Baureihe wurden bis zu ihrer Einstellung die Brennweiten 15, 19, 24, 28, 35, 90, 135 und 180 mm als Festbrennweiten, bei den Makro-Objektiven 60 und 100 mm produziert.
In der Smartphone-Kamera-Kombination DMC-CM1 von Panasonic ist ein Festbrennweitenobjektiv DC Elmarit mit der Brennweite 10,2 Millimeter eingebaut.

## Zoomobjektive

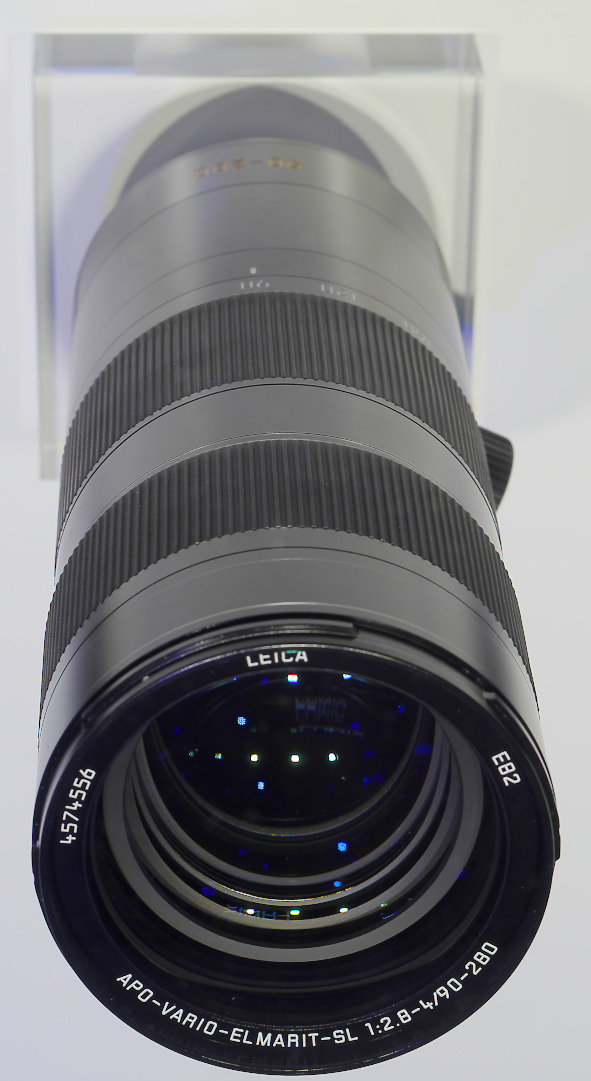
Leica Apo-Vario-Elmarit-SL 90-280 mm 1:2,8-4,Telezoomobjektiv für das L-Bajonett-System

Mit der Bezeichnung Vario-Elmarit werden Zoomobjektive mit den Brennweitenbereichen 28 bis 90 und 70 bis 180 mm produziert. Die Objektive in Lumix-Kameras sind ausnahmslos Zoomobjektive und besitzen je nach Kameramodell eine Brennweite von wenigstens 25–100 mm und höchstens 36–504 mm (jeweils 35-mm-Äquivalent).

## Abgrenzung
Lichtstärkere Objektive der Marke Leica werden unter den Bezeichnungen Noctilux, Nocticron, Summilux und Summicron vertrieben.